# پایاکومبوش
پایاکومبوش (اندونزیایی: Payakumbuh) شهری در استان سوماترای غربی کشور اندونزی است. جمعیت این شهر بر اساس سرشماری سال ۱۹۹۰ میلادی، ۵۰٫۴۷۵ نفر و بر اساس سرشماری سال ۲۰۰۰ میلادی، ۹۵٫۴۸۵ بوده که در سال ۲۰۰۷ میلادی به ۱۳۴٫۸۲۰ نفر افزایش یافته است.